# Lot embriagat per les seves filles
Lot embriagat per les seves filles és un quadre del pintor napolità Andrea Vaccaro. És l'única obra d'aquest pintor en la col·lecció del Museu d'Art de Girona. Es pot datar a l'entorn de l'any 1640. L'obra va ser restaurada el 1983.